# 이기하 (1938년)
이기하(1938년 3월 월 20일 ~ )는 대한민국의 태권도인이다. 또한 '아일랜드 태권도의 아버지'로 여겨지며 대한태권도협회의 12대 태권도 원조 사범 중 한 명이다. 한국군에서 경력을 쌓은 후 1967년 영국으로 이주했다. 그는 최홍희 재임 기간 동안 국제태권도연맹 (ITF)의 저명한 간부였다.